# Gregg Popovich
Gregg Charles Popovich (East Chicago, Indiana, 28 de enero de 1949) es un exentrenador de baloncesto y dirigente deportivo estadounidense. Ha sido el entrenador principal de los San Antonio Spurs de la NBA desde 1996 hasta la finalización de la temporada 2024-25. Con los Spurs ha conseguido cinco campeonatos y con la selección de baloncesto de Estados Unidos una medalla de oro olímpico en Tokio 2020. Además, desde marzo de 2022, es el entrenador con más victorias en la historia de la NBA. Tras dejar los banquillos, ejerce como presidente de operaciones de baloncesto del equipo.

## Trayectoria
Popovich, de padre serbio y madre croata, se graduó en 1966 en el Instituto Merrillville y en 1970 en la Academia de la Fuerza Aérea de los Estados Unidos (United States Air Force Academy). Allí jugó cuatro años al baloncesto, y en su año sénior fue el capitán y el máximo anotador.También se graduó en estudios soviéticos, y sirvió a la Air Force durante cinco años, en los que viajó por Europa Oriental y la Unión Soviética, además de jugar al baloncesto con el equipo de las Fuerzas Armadas norteamericanas. 
Regresó a la Air Force Academy como asistente en 1973, cargo que ocuparía durante seis años. En ese tiempo, Popovich asistiría a la Universidad de Denver y obtendría un Master en Educación Física y Ciencias Deportivas, y fue nombrado entrenador del equipo masculino de baloncesto de Pomona-Pitzer. En 1988, los Spurs le ficharían para servir como asistente del entrenador Larry Brown, con quien terminaría entablando una íntima amistad. En 1992, ocupando el mismo cargo, se marchó a los Golden State Warriors por entonces dirigidos por Don Nelson.

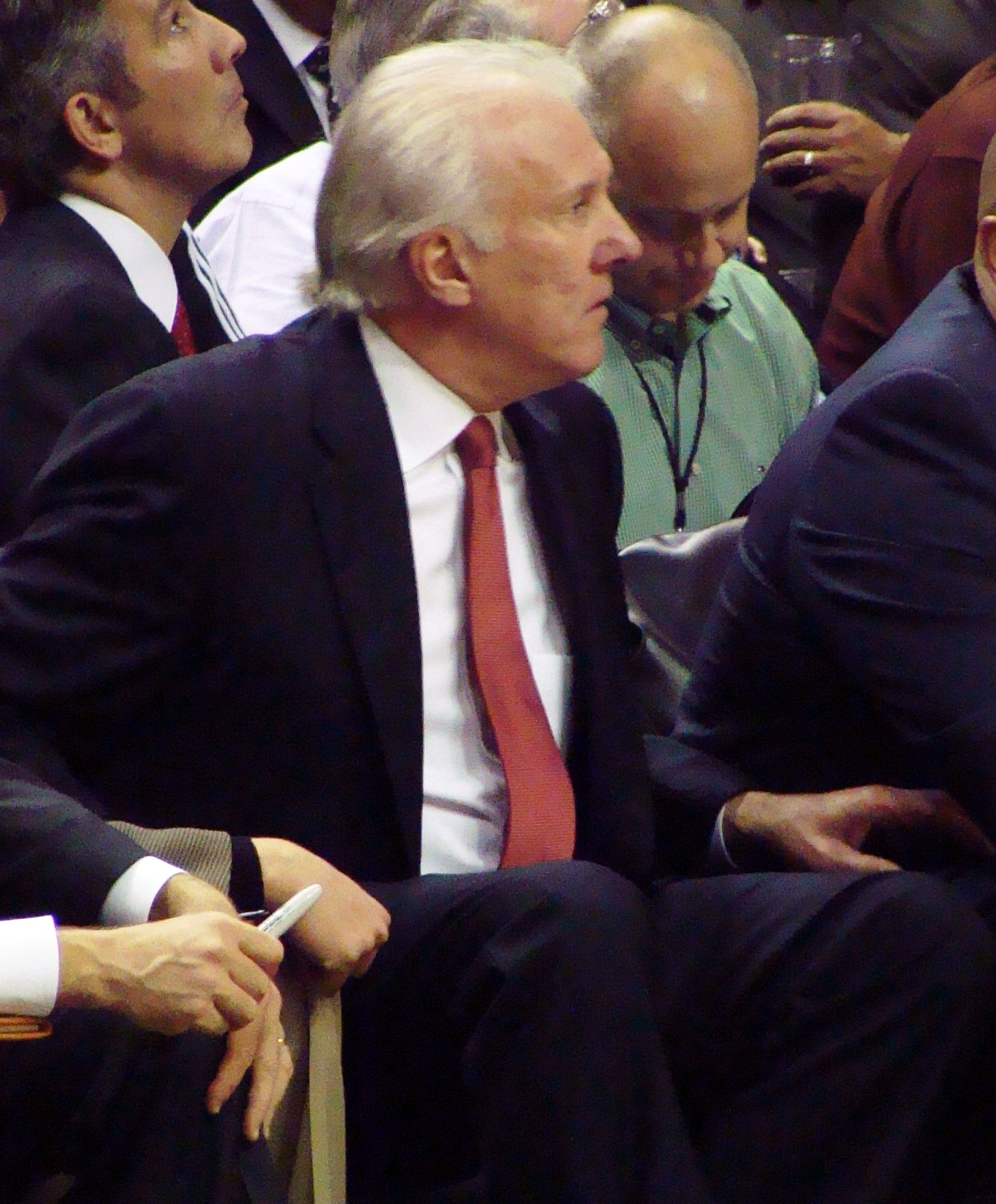
Popovich en 2010.

En 1994 se convertiría en el general mánager de los San Antonio Spurs (una posición que mantendría hasta 2002, cuando fue relevado por R.C. Buford) y en 1996 en el entrenador tras el despido de Bob Hill. En San Antonio, "Pop" haría grandes cosas, como guiar al equipo a la victoria de cinco campeonatos de la NBA, en 1999, 2003, 2005, 2007 y 2014. Además, fue nombrado Mejor Entrenador del Año en 2003, 2012 y 2014. El 2 de marzo de 2006 consiguió su victoria número 500 en la liga, lo que lo colocó como el cuarto entrenador en conseguir tal reto. 
Lideró a los Spurs en 2016 a un récord de 67-15, el mejor en la historia del equipo.
El 11 de marzo de 2022, superó las 1336 victorias de Don Nelson, y se convirtió en el entrenador con más victorias en la historia de la NBA.
El 1 de abril de 2023 se hizo oficial su inclusión en la promoción de 2023 del Basketball Hall of Fame. El 12 de agosto se celebra la ceremonia de su inclusión en el Hall of Fame.
En julio de 2023 renueva por cinco temporadas con los Spurs.
Al comienzo de su vigesimonovena temporada en San Antonio, el 4 de noviembre de 2024, pasa a ser baja indefinida por un problema de salud, siendo reemplazado de forma interina por Mitch Johnson. Días después se hizo público que había sufrido un derrame cerebral.
El 2 de mayo de 2025, se anunció su retiro de los banquillos tras casi tres décadas de éxitos, pasando a ocupar el rol de presidente a tiempo completo. Como Popovich solo dirigió cinco partidos durante la temporada 2024-25, la NBA anunció el 2 de julio de 2025 que el récord de 32–45 en los 77 partidos restantes sería otorgado a Mitch Johnson.

### Selección estadounidense
Popovich sirvió como asistente de George Karl en la selección de baloncesto de Estados Unidos que compitió en el Campeonato Mundial de Baloncesto de 2002, en el Campeonato FIBA Américas de 2003 y en los Juegos Olímpicos de Atenas 2004, donde ganaron la medalla de bronce.
El 23 de octubre de 2015 fue elegido el entrenador que sustituyó a Mike Krzyzewski en la selección de baloncesto de Estados Unidos desde 2017 hasta 2020.
En verano de 2021, fue el técnico principal de la selección absoluta estadounidense que participó en los Juegos Olímpicos de Tokio 2020, y que ganó la medalla de oro.

## Estadísticas como entrenador
|  | Denota temporadas en las que ganó el Campeonato de la NBA |
|  | Récord NBA                                                |

| Equipo      | Año     | P    | V    | D   | %V-D | Finalizó         | PP  | VP  | DP  | %V-DP | Resultado                            |
| ----------- | ------- | ---- | ---- | --- | ---- | ---------------- | --- | --- | --- | ----- | ------------------------------------ |
| San Antonio | 1996-97 | 64   | 17   | 47  | .266 | 6.º en Medioeste | —   | —   | —   | —     | No Playoffs                          |
| San Antonio | 1997-98 | 82   | 56   | 26  | .683 | 2.º en Medioeste | 9   | 4   | 5   | .444  | Pierde en Semifinal de Conf.         |
| San Antonio | 1998-99 | 50   | 37   | 13  | .740 | 1.º en Medioeste | 17  | 15  | 2   | .882  | Campeón de la NBA                    |
| San Antonio | 1999-00 | 82   | 53   | 29  | .646 | 2.º en Medioeste | 4   | 1   | 3   | .250  | Pierde en Primera Ronda              |
| San Antonio | 2000-01 | 82   | 58   | 24  | .707 | 1.º en Medioeste | 13  | 7   | 6   | .538  | Pierde en Final de Conf.             |
| San Antonio | 2001-02 | 82   | 58   | 24  | .707 | 1.º en Medioeste | 10  | 4   | 6   | .400  | Pierde en Semifinal de Conf.         |
| San Antonio | 2002-03 | 82   | 60   | 22  | .732 | 1.º en Medioeste | 24  | 16  | 8   | .667  | Campeón de la NBA                    |
| San Antonio | 2003-04 | 82   | 57   | 25  | .695 | 2.º en Medioeste | 10  | 6   | 4   | .600  | Pierde en Semifinal de Conf.         |
| San Antonio | 2004-05 | 82   | 59   | 23  | .720 | 1.º en Suroeste  | 23  | 16  | 7   | .696  | Campeón de la NBA                    |
| San Antonio | 2005-06 | 82   | 63   | 19  | .768 | 1.º en Suroeste  | 13  | 7   | 6   | .538  | Pierde en Semifinal de Conf.         |
| San Antonio | 2006-07 | 82   | 58   | 24  | .707 | 2.º en Suroeste  | 20  | 16  | 4   | .800  | Campeón de la NBA                    |
| San Antonio | 2007-08 | 82   | 56   | 26  | .683 | 2.º en Suroeste  | 17  | 9   | 8   | .529  | Pierde en Final de Conf.             |
| San Antonio | 2008-09 | 82   | 54   | 28  | .659 | 1.º en Suroeste  | 5   | 1   | 4   | .200  | Pierde en Primera Ronda              |
| San Antonio | 2009-10 | 82   | 50   | 32  | .610 | 2.º en Suroeste  | 10  | 4   | 6   | .400  | Pierde en Semifinal de Conf.         |
| San Antonio | 2010-11 | 82   | 61   | 21  | .744 | 1.º en Suroeste  | 6   | 2   | 4   | .333  | Pierde en Primera Ronda              |
| San Antonio | 2011-12 | 66   | 50   | 16  | .758 | 1.º en Suroeste  | 14  | 10  | 4   | .714  | Pierde en Final de Conf.             |
| San Antonio | 2012-13 | 82   | 58   | 24  | .707 | 1.º en Suroeste  | 21  | 15  | 6   | .714  | Pierde en Finales de la NBA          |
| San Antonio | 2013-14 | 82   | 62   | 20  | .754 | 1.º en Suroeste  | 23  | 16  | 7   | .695  | Campeón de la NBA                    |
| San Antonio | 2014-15 | 82   | 55   | 27  | .671 | 2.º en Suroeste  | 7   | 3   | 4   | .428  | Pierde en Primera ronda              |
| San Antonio | 2015-16 | 82   | 67   | 15  | .817 | 1.º en Suroeste  | 10  | 6   | 4   | .600  | Pierde en Semifinales de Conferencia |
| San Antonio | 2016-17 | 82   | 61   | 21  | .744 | 1.º en Suroeste  | 16  | 8   | 8   | .500  | Pierde en Finales de Conferencia     |
| San Antonio | 2017-18 | 82   | 47   | 35  | .573 | 3.º en Suroeste  | 5   | 1   | 4   | .200  | Pierde en 1.ª ronda                  |
| San Antonio | 2018-19 | 82   | 48   | 34  | .585 | 2.º en Suroeste  | 7   | 3   | 4   | .429  | Pierde en 1.ª ronda                  |
| San Antonio | 2019-20 | 71   | 32   | 39  | .451 | 4.º en Suroeste  | —   | —   | —   | —     | No playoffs                          |
| San Antonio | 2020-21 | 72   | 33   | 39  | .458 | 3.º en Suroeste  | —   | —   | —   | —     | No playoffs                          |
| San Antonio | 2021-22 | 82   | 34   | 48  | .415 | 4.º en Suroeste  | —   | —   | —   | —     | No playoffs                          |
| San Antonio | 2022-23 | 82   | 22   | 60  | .268 | 5.º en Suroeste  | —   | —   | —   | —     | No playoffs                          |
| San Antonio | 2023-24 | 82   | 22   | 60  | .268 | 5.º en Suroeste  | —   | —   | —   | —     | No playoffs                          |
| San Antonio | 2024-25 | 5    | 2    | 3   | .400 | 4.º en Suroeste  | —   | —   | —   | —     | No playoffs                          |
| Total       | Total   | 2214 | 1390 | 824 | .628 |                  | 284 | 170 | 114 | .599  |                                      |